# Щербаков, Пётр Петрович
Пётр Петро́вич Щербако́в (7 апреля 1887 — октябрь 1917) — член президиума профсоюза текстильщиков, участник октябрьского вооружённого восстания в Москве.

## Биография
Родился 7 апреля 1887 года в Москве в семье ткача. С 12 лет стал работать «мальчиком» в чулочной мастерской. С 1908 года стал работать на пуговичной фабрике Ронталлера. На фабрике вместе с братом вёл подпольную революционную работу. За это был уволен с фабрики. Поступил на работу в кинематографическую фирму Ханжонкова. В 1911 году вступил в РСДРП. Работал уполномоченным Благушинской рабочей библиотеки.
С октября 1915 года являлся секретарём Лефортовского районного комитета РСДРП. В марте 1916 года был сослан на три года в Иркутскую губернию. Был в ссылке вместе со Штейнманом Е.
Осенью 1917 года Щербаков создаёт отряды Красной гвардии на предприятиях Благуше-Лефортовского района.
Когда начались октябрьские бои, Щербакову поручили организовать медико-санитарную службу района.
Во время штурма Алексеевского военного училища, при оказании помощи раненому был убит юнкерами. Пуля попала в переносицу.
Похоронен у Кремлёвской стены.

## Память
- 7 июня 1922 году Михайловскую улицу, где он жил после ссылки, назвали Щербаковской.
- Его именем был назван также шёлковый комбинат. На территории комбината в 1957 году установлен памятник.